# Litonya
Litonya est un prénom féminin.

## Sens et origine du prénom
- Prénom féminin d'origine nord-amérindienne[1] du peuple Miwok.
- Prénom qui signifie « colibri ».

## Prénom de personnes célèbres et fréquence
- Très peu usité aux États-Unis[2].
- Prénom qui semble-t-il, n'a jamais été donné en France[3].